# قسم سيلوانه

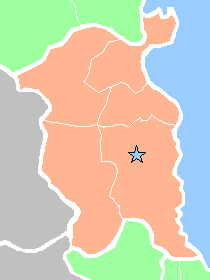

قسم سيلوانة، (بالإنجليزية: Silvaneh District)‏، (بالفارسية: بخش سیلوانه)، هي إحدى المناطق الخمس، "(ناحية)"، في مقاطعة أرومية، محافظة أذربیجان الغربیة في إيران.
تقع غرب بحيرة أورمية، وتقع بين مدينة أورمية، والحدود التركية، والناحية لها مدينة واحدة: سيلفانيه.

المركز الإداري لها، هو مدينة سيلوانة. في تعداد عام 2006، كان عدد سكانها 52752 نسمة ، يتوزعون على 9140 أسرة.
تضم المقاطعة ثلاث مناطق ريفية (ديهيستان): منطقة داشت الريفية، ومنطقة مارغافار الريفية، ومنطقة تارغافار الريفية. سكان المنطقة، هم من الأكراد، والآشوريين.